# Олимпийская сборная Германии по футболу
Олимпийская сборная Германии по футболу (нем. Deutsche Fußballolympiamannschaft) — команда, представляющая Германию на Олимпийских играх в дисциплине «Футбол». В заявку сборной могут включаться игроки не старше 23 лет, за исключением трёх футболистов, которые могут быть старше этого возраста.

## История

### Времена разъединения (1948—1988)

Флаг Объединённой сборной Германии 1956—1964 гг.

В 1948 немцам было запрещено выступать на Олимпиаде, а перед играми 1952 года Германия была разделена на три части Восточную Германию, протекторат Саар и Западную Германию. Восточная Германия отказалась выставить объединённую команду. Поэтому олимпийская сборная 1952 была составлена полностью из игроков, представляющих Западную Германию. Этот турнир принёс лучшие результаты за время выступлений на Олимпийских играх. В первом раунде Германия переиграла египтян 3:1, в четвертьфинале одолела Бразилию 4:2 в дополнительное время, в полуфинале уступила сборной Югославии 1:3, а в матче за третье место шведам 0:2 и впервые попали в четвёрку лучших сборных.
На трёх Олимпиадах с 1956 по 1964 выступала Объединённая германская команда.
В 1968 не квалифицировалась на игры, а у себя дома в 1972 году, выиграв группу «А» и одержав три победы с разницей мячей 13:0, на втором групповом этапе заняли лишь третье место в группе и прекратили выступления.
Не принимали участия в двух следующих Олимпиадах, в Монреаль не квалифицировались, соревнования в Москве пропустили бойкотировали.
В 1984 сборная пробилась в четвертьфинал, а в Сеуле впервые попала в главную тройку заняв третье место.

### После воссоединения

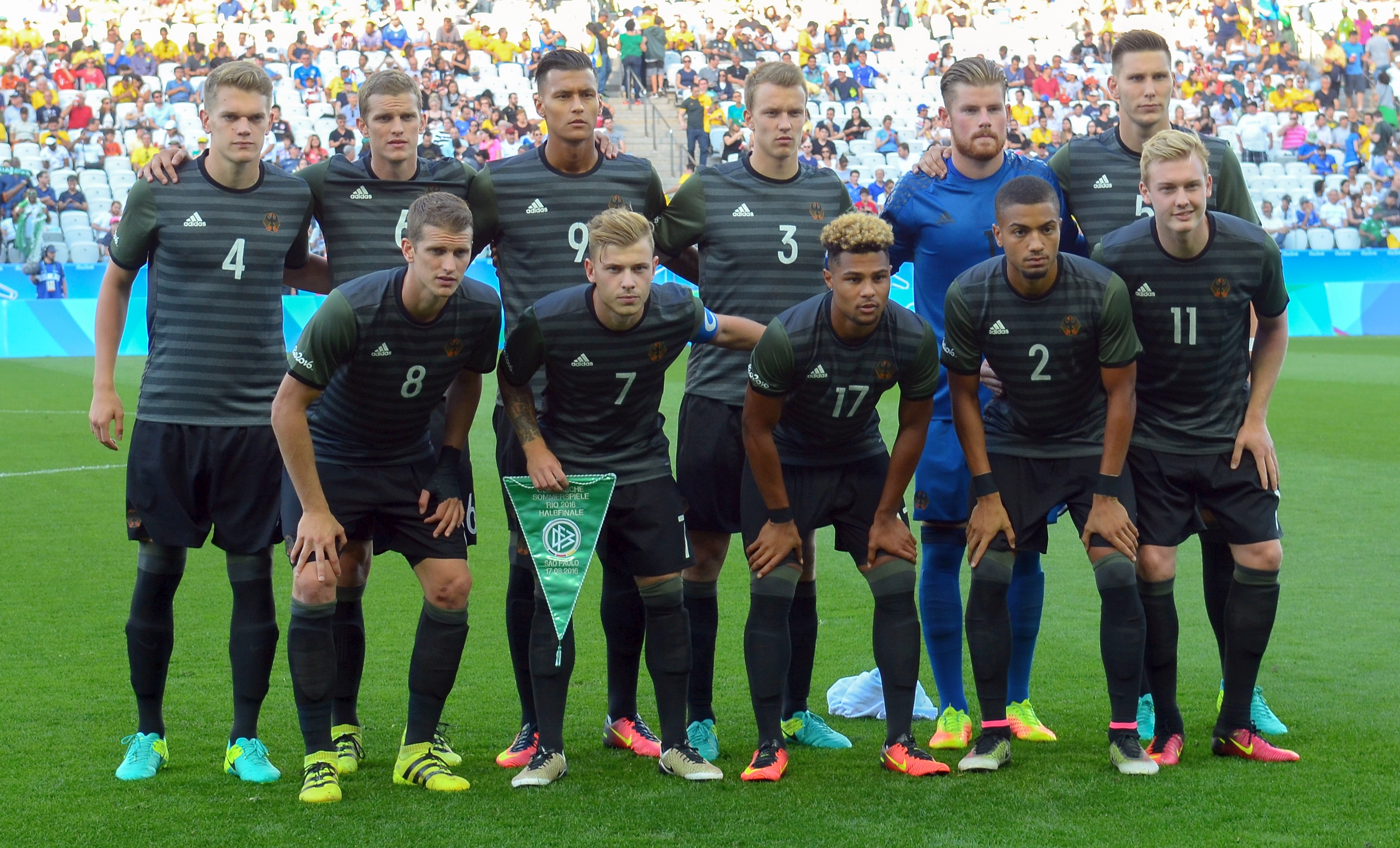
Олимпийская сборная Германии по футболу перед матчем с нигерийцами на летней Олимпиаде в 2016 году.

После объединения двух Германий, немецкие футболисты с 1992 по 2012 не квалифицировались на Олимпийские игры, а в 2016 впервые получили серебряную медаль Олимпиады.

## Выступленияна Олимпийских играх
| Год   | Раунд                  | Место                  | И                      | В                      | Н                      | П                      | Забито                 | Пропущено              |
| ----- | ---------------------- | ---------------------- | ---------------------- | ---------------------- | ---------------------- | ---------------------- | ---------------------- | ---------------------- |
| 1908  | Не участвовала         | Не участвовала         | Не участвовала         | Не участвовала         | Не участвовала         | Не участвовала         | Не участвовала         | Не участвовала         |
| 1912  | 1/8 финала             | 7                      | 3                      | 1                      | 0                      | 2                      | 18                     | 10                     |
| 1920  | Не участвовала         | Не участвовала         | Не участвовала         | Не участвовала         | Не участвовала         | Не участвовала         | Не участвовала         | Не участвовала         |
| 1924  | Не участвовала         | Не участвовала         | Не участвовала         | Не участвовала         | Не участвовала         | Не участвовала         | Не участвовала         | Не участвовала         |
| 1928  | 1/4 финала             | 5                      | 2                      | 1                      | 0                      | 1                      | 5                      | 4                      |
| 1936  | 1/4 финала             | 5                      | 2                      | 1                      | 0                      | 1                      | 9                      | 2                      |
| 1948  | Не участвовала         | Не участвовала         | Не участвовала         | Не участвовала         | Не участвовала         | Не участвовала         | Не участвовала         | Не участвовала         |
| 1952  | 4-е место              | 4                      | 4                      | 2                      | 0                      | 2                      | 8                      | 8                      |
| 1956  | 1/8 финала             | 9                      | 1                      | 0                      | 0                      | 1                      | 1                      | 2                      |
| 1960  | Не прошла квалификацию | Не прошла квалификацию | Не прошла квалификацию | Не прошла квалификацию | Не прошла квалификацию | Не прошла квалификацию | Не прошла квалификацию | Не прошла квалификацию |
| 1964  | Не прошла квалификацию | Не прошла квалификацию | Не прошла квалификацию | Не прошла квалификацию | Не прошла квалификацию | Не прошла квалификацию | Не прошла квалификацию | Не прошла квалификацию |
| 1968  | Не прошла квалификацию | Не прошла квалификацию | Не прошла квалификацию | Не прошла квалификацию | Не прошла квалификацию | Не прошла квалификацию | Не прошла квалификацию | Не прошла квалификацию |
| 1972  | Второй раунд           | 6                      | 6                      | 3                      | 1                      | 2                      | 17                     | 8                      |
| 1976  | Не прошла квалификацию | Не прошла квалификацию | Не прошла квалификацию | Не прошла квалификацию | Не прошла квалификацию | Не прошла квалификацию | Не прошла квалификацию | Не прошла квалификацию |
| 1980  | Не прошла квалификацию | Не прошла квалификацию | Не прошла квалификацию | Не прошла квалификацию | Не прошла квалификацию | Не прошла квалификацию | Не прошла квалификацию | Не прошла квалификацию |
| 1984  | 1/4 финала             | 5                      | 4                      | 2                      | 0                      | 2                      | 10                     | 6                      |
| 1988  | 3-е место              | 3                      | 6                      | 5                      | 1                      | 0                      | 16                     | 4                      |
| 1992  | Не прошла квалификацию | Не прошла квалификацию | Не прошла квалификацию | Не прошла квалификацию | Не прошла квалификацию | Не прошла квалификацию | Не прошла квалификацию | Не прошла квалификацию |
| 1996  | Не прошла квалификацию | Не прошла квалификацию | Не прошла квалификацию | Не прошла квалификацию | Не прошла квалификацию | Не прошла квалификацию | Не прошла квалификацию | Не прошла квалификацию |
| 2000  | Не прошла квалификацию | Не прошла квалификацию | Не прошла квалификацию | Не прошла квалификацию | Не прошла квалификацию | Не прошла квалификацию | Не прошла квалификацию | Не прошла квалификацию |
| 2004  | Не прошла квалификацию | Не прошла квалификацию | Не прошла квалификацию | Не прошла квалификацию | Не прошла квалификацию | Не прошла квалификацию | Не прошла квалификацию | Не прошла квалификацию |
| 2008  | Не прошла квалификацию | Не прошла квалификацию | Не прошла квалификацию | Не прошла квалификацию | Не прошла квалификацию | Не прошла квалификацию | Не прошла квалификацию | Не прошла квалификацию |
| 2012  | Не прошла квалификацию | Не прошла квалификацию | Не прошла квалификацию | Не прошла квалификацию | Не прошла квалификацию | Не прошла квалификацию | Не прошла квалификацию | Не прошла квалификацию |
| 2016  | 2-е место              | 2                      | 6                      | 4                      | 3                      | 0                      | 22                     | 6                      |
| 2020  | Групповой этап         | 9                      | 3                      | 1                      | 1                      | 1                      | 6                      | 7                      |
| 2024  | Не прошла квалификацию | Не прошла квалификацию | Не прошла квалификацию | Не прошла квалификацию | Не прошла квалификацию | Не прошла квалификацию | Не прошла квалификацию | Не прошла квалификацию |
| Всего | 10/26                  | —                      | 37                     | 20                     | 6                      | 12                     | 112                    | 57                     |